# 1749년
1749년은 수요일로 시작하는 평년이다.

## 연호
- 청(淸) 건륭(乾隆) 14년
- 일본(日本) 간엔(寛延) 2년
- 후 레 왕조(後黎朝) 까인흥(景興) 10년

## 기년
- 류큐(琉球) 쇼케이왕(尚敬王) 37년
- 청(淸) 고종 건륭제(高宗 乾隆帝) 14년
- 조선(朝鮮) 영조(英祖) 25년
- 후 레 왕조(後黎朝) 현종(顯宗) 10년

## 탄생
- 1월 23일 - 덴마크의 국왕 크리스티안 7세. (~1808년)
- 3월 23일 - 프랑스의 수학자 피에르시몽 드 라플라스 후작. (~1827년)
- 5월 17일 - 영국의 의사 에드워드 제너. (~1823년)
- 8월 28일 - 독일의 작가, 철학자, 정치인 요한 볼프강 폰 괴테. (~1832년)